# La Bedollera
La Bedollera és una serra situada al municipi d'Alàs i Cerc a la comarca de l'Alt Urgell, amb una elevació màxima de 1.435 metres.